# Euphorbia tetracanthoides
Euphorbia tetracanthoides är en törelväxtart som beskrevs av Ferdinand Albin Pax. Euphorbia tetracanthoides ingår i släktet törlar, och familjen törelväxter. Inga underarter finns listade i Catalogue of Life.